# 職業過勞
职业倦怠又稱職業過勞，是一種由慢性工作壓力導致的症候群，症狀包含「精神耗盡、對工作的心理距離增加、對工作的負面感覺、以及工作效率的減少」。職業過勞被ICD-11描述为未能很好疏导的慢性心理应激，但不被世界衛生組織歸類為一種醫學疾病。
如上所言，職業過勞來自职场，而就一般員工而言，辦公室政治是造成職業壓力最大的原因，據一項統計，英國37%的員工認為辦公室政治是造成工作壓力的原因之一，且是所有造成工作壓力的原因中最多人認可的原因。其他一些說法也指出辦公室政治會導致職業倦怠。

## 對象
职业倦怠在人类服务行业中比较典型和突出。自然要经历大量职业倦怠的这样一些职业包括社会工作者、护士、教师、律师、医生和警察。倦怠在人类服务行业中这么普遍的原因部分是由于高压的环境、情感投入以及与工作者个体的努力投入不相关的回馈。然而任何行業的從業人員，都可能因為辦公室政治與職場霸凌等現象而出現職業倦怠。
最易受到职业倦怠影响的个体是那些在其工作中动力充足、非常专注并投入的工作者。对于这些工作者个体们而言，工作是他们获取人生意义的重要源泉，因此，通过实现他们的目标和期望以寻找人生意义占有十分重要的位置。同时，职业倦怠是一种应激状态，会导致注意力集中的问题和降低的问题解决能力。继而实现高目标和期望的渴望可能会与身体、情绪和精神的疲劳及实现那些目标的能力不足相冲突，无力实现目标之后会产生一种甚至可能包含对寻找人生意义和成长的失败的反思的倦怠。

## 原因
职业倦怠通常与增加的工作经验、增加的工作量正相关，但也与缺席和远离工作的时间正相关。其结果表现为受损的同理心、对客户和/或同事的怠慢态度以及放弃（工作）的想法。如上所言，職業倦怠來自工作壓力，而就一般員工而言，辦公室政治是造成職業壓力最大的原因，據一項統計，英國37%的員工認為辦公室政治是造成工作壓力的原因之一，且是所有造成工作壓力的原因中最多人認可的原因。其他一些說法也指出辦公室政治會導致職業倦怠。此外，其他一些研究也指出，職場霸凌是導致職業倦怠的一個原因。另外諸如競爭、敵意、對控制的需求以及基於時間壓力的生活型態等和A型人格相關的特質也被認為與職業倦怠中的衰竭面向相關。

## 後果
哈佛大學琼·博里森科（Joan Borysenko）的研究將職業過勞分為以下階段：
- 想通過不斷工作提升自己，將自身需求放到最後
- 感覺痛苦但找不到原因
- 變得沮喪、好鬥、憤世嫉俗
- 快感缺失
- 身心崩潰

琼·博里森科指出職業過勞的人容易失去幽默感，脾氣變差，經常抱怨，甚至出現人格解體的情況。一般情況下都會出現快感缺失的症狀，需要強烈的刺激才有感覺。

## 原因
导致职业倦怠的原因包括以下數點，這些原因未必彼此衝突，一個人可能因為同時以下多個原因，或以下未提及的原因而出現職業倦怠：
- 職場鬥爭；[5][6]
- 严厉的上司；
- 完美主义；
- 认可的缺乏；
- 偏低的薪酬；
- 就业不足（工作中不能充分发挥个人能力）；
- 无尽的任务；
- 不可能的任务/几乎不能解决的问题；
- 困难的客户（例如对于社会工作者）；
- 互不相容的需求（不能同时实现的许多需求）；
- 官僚风气；
- 冲突的角色（家庭成员、家庭）；
- 价值冲突（个人的/工作场所的价值）；
- 已实现的目标的无意义（倦怠的“成功类型”）；
- 社会和情感技能不足。